# Ермина
Ермина Хајдаревић (Малме, 15. јануар 1996) је шведска певачица пореклом из Босне и Херцеговине.

## Биографија
Ермина Хајдаревић рођена је 1996. године у Шведској у округу Жупа Фоси.  Неколико година бавила се фудбалом, тј. ишла је у школу фудбала.  Учествовала је у шведској верзији такмичења Идол.
Завршила је Малмо Универзитет 2021. године, одсек социјални рад, а радила је и као дадиља и социјални радник. Поред званичног занимања, Ермина се бави и писањем и продуцирањем своје музике од 2016. године. 

### IDJ Show
Године 2022. Ермина се пријављује за IDJ Show и улази у топ 12 такмичара чиме стиче право да сними своју прву песму и званични видео за Ај-Ди-Џеј продукцију.  Њена прва песма зове се "Беби, ја то не би", а продуцент песме је њен ментор Дарко Димитров. Пре тога представила се својом ауторском песмом "Надаље" у епизоди Топ 12 - Трка почиње. 

## Дискографија

### Синглови
- Надаље (2022)
- Беби, ја то не би (2022)
- Фали ми са Дадом Полументом (2022)
- Сипали (2023)
- То нисам ја (2023)
- Дилема са Махрином (2024)

#### Обраде
- Љубави моја x Динеро x Егоманија (2022)
- Јасно ми је са Анастасијом Спасевском (2022)
- Тутуруту са 4YU (2022)
- Малена (2022)
- Љуштура са Костом Радовановићем (2022)

## Награде и номинације
| Година | Награда               | Категорија                   | Песма               | Исход      | Реф.  |
| ------ | --------------------- | ---------------------------- | ------------------- | ---------- | ----- |
| 2023.  | Music Awards Ceremony | Треп нумера женског извођача | „Беби, ја то не би” | Номинација | [ 9 ] |